# Adolf Mikeš
Adolf Mikeš (23. prosince 1864 Hradec Králové –⁠ 26. května 1929 Praha) byl český klavírista, reformátor klavírní klávesnice, profesor na mistrovské škole konzervatoře v Praze a vyučený malíř. V dějinách české klavírní pedagogiky byl teoretikem a experimentátorem. Je o něm zpracováno heslo v rakouském biografickém slovníku a rakouském hudebním lexikonu.
Narodil se v Hradci Králové přímo na Velkém náměstí v domě čp. 24.
Jeho urna byla uložena do rodinného hrobu na hřbitově v Pouchově dne 20. listopadu 1932.

## Vzdělání

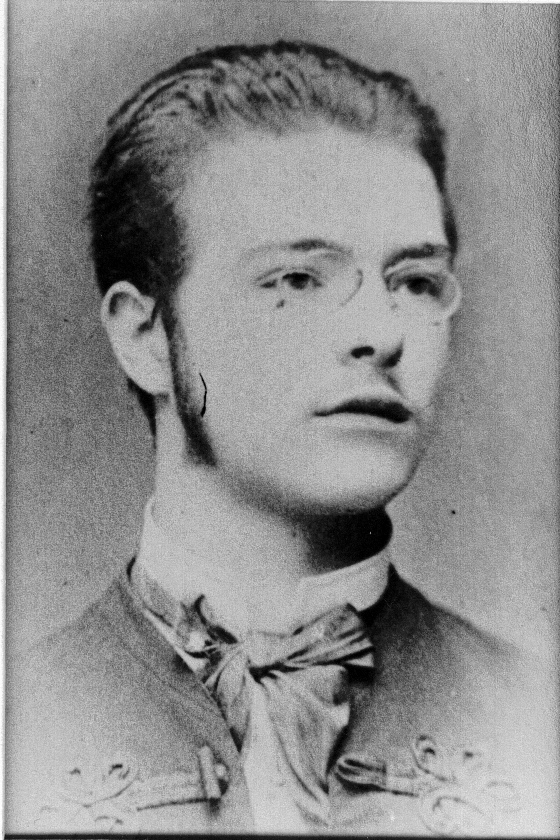
Mladý Adolf Mikeš

Vystudoval gymnázium. Hru na klavír začal studovat v rodném Hradci Králové u učitele hudby Ullmanna. V roce 1884 šel do Prahy na otcovo přání studovat práva. Zajímaly ho však také dějiny umění a filozofie, na jejichž přednášky se na univerzitě rovněž zapsal. Jeho umělecký talent tak bojoval s vizí otce, a proto již o rok později (1885) ukončil studium. Na pražské akademii místo toho začal studovat malířství. Od školního roku 1886/1887 studoval malířství na vídeňské akademii výtvarného umění. Další životní zvrat však přišel již v roce 1887, kdy se vrátil do Prahy a začal se věnoval (výhradně) hudbě. To už mu bylo 23 let. Vystudoval pražskou konzervatoř, kde byl žákem Jindřicha Kàana (hra na klavír) a také Josefa Kličky (hra na varhany), přičemž hrou na varhany začínal. Zde absolvoval v roce 1891 Lisztovým klavírním koncertem Es dur. V rámci svého studia se také účastnil hudebních večerů v Rudolfinu, kde hrál na klavír.

## Kariéra
Po ukončení studia se stal Kaanovým adjunktem (1891–⁠1898). Měl velké ambice i schopnosti, a tak, když jeho žádost o profesuru (1895) na pražské konzervatoři neuspěla, rozhodl se založit vlastní klavírní školu. Ke konzervatoři měl totiž ještě řadu dalších výhrad, a tak se chtěl osamostatnit. To se stalo nejprve v roce 1898 v Plzni. Tato klavírní škola sídlila na Klatovské č. 19/289. Mezi jeho tamní žáky patřili Celestin Rypl či Marie Šašková - Provazníková, pozdější významná klavírní pedagožka.

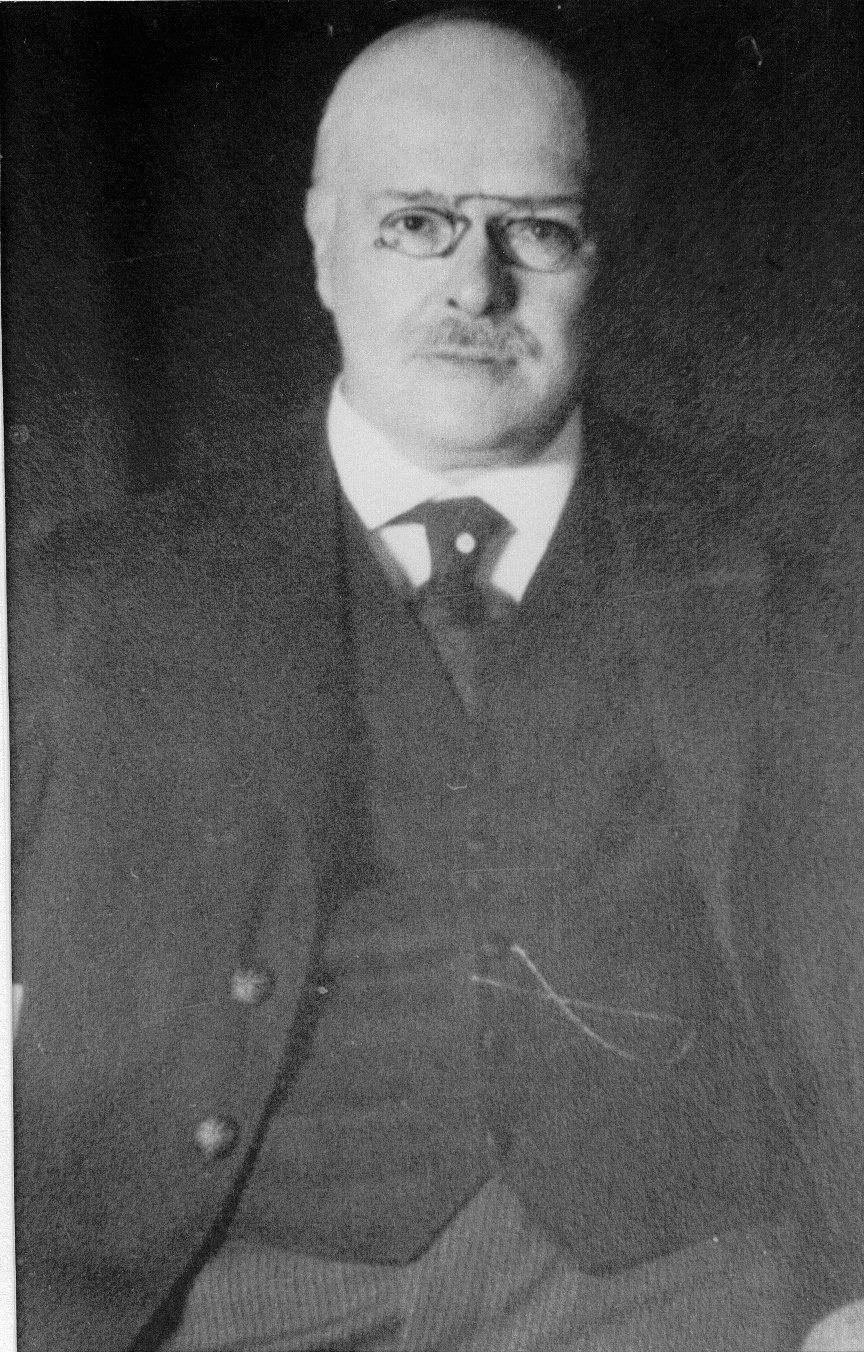
Adolf Mikeš v pozdějším věku

V roce 1900 se vrátil do Prahy a poskytoval soukromé vyučování v Sokolské 60. Poté se opět rozhodl založit hudební školu (soukromý ústav pro hudební teorii a hru). Tak se stalo v roce 1902 (někdy uváděno 1903) v Praze, na rohu mezi Morání a tehdejší Podskalskou ulicí (později vlastně nábřeží), adresou Palackého náměstí 359 (dům byl zničen při náletu 1945). Tento hudební ústav si rychle získal velké renomé. Záhy (kolem roku 1910) tato škola svou vyspělou technikou konkurovala zmiňované pražské konzervatoři, k níž cítil určitou zášť. Pro velký zájem bylo potřeba na jeho škole zajistit také vhodné vyučující, kterými se stávali Mikešovi bývalí studenti. Mezi vyučující patřili: Marie Grüsserová, pozdější ředitelka ústavu, M. Svobodová, B. Cabicarová, P. Jelínková, Janáčková, Winterová, Jonášová, Kamenová, Klierová, Pokorná, Učilo se zde mnoho významných hudebníků, např. Jan Heřman, Silvestr Hipman, Karel B. Jirák a Otakar Ostrčil. Z pražských absolventů později učili Jan Heřman, Albín Šíma, Rudolf Klier. Typická byla cílená práce s malými dětmi.
Na Mikešových školách se učilo nejnovějšími moderními až avantgardními způsoby výuky. Tehdejší klavírní školy byly orientované primárně na technickou stránku hry, tedy na rozvíjení zvládnutí prstové a zápěstní techniky. Sám Mikeš na konzervatoři u Kàana ještě prošel výukou izolované hry jednotlivých prstů. Uvědomoval si však její nedostatky a zdravotní rizika při dlouhodobém hraní výhradně tímto způsobem. Z toho důvodu v letech 1903–1909 pravidelně o prázdninách dojížděl do Berlína, aby se seznámil s metodou klavírního hraní Ludwiga Deppeho. Tuto metodu studoval přímo u jeho žačky Elisabeth Calandové , která byla jednou z hlavních Deppeho následovnic. Deppe sám nic nenapsal, a tak bylo šíření jeho metod závislé právě na jeho žácích, resp. žačkách. Nové metody spočívaly zejména v tom, jak u klavíru sedět či jak u hraní používat různých svalových skupin. Zabýval se hrou vahou paží, dnes běžným, ale tehdy inovátorským postupem, i vlivem používaných postupů na kvalitu klavírního zvuku. Byl zastáncem přirozeného postavení ruky.
Následně nové poznatky aplikoval ve výuce na svém pražském soukromém hudebním ústavu. Už na úrovni elementárního vyučování vyžadoval zapojení velkých svalů a hledal správnou svalovou sílu, aby nejlépe využil celé horní části těla. To bylo do té doby u nás zcela neobvyklé. Mikeš byl přesvědčen o významu vědy při poznání toho, jak optimálně vytvořit ideální tón. Hledal proto způsob, jak co nejlépe využit fyziologie člověka k tomu, aby klavírní hra byla co nejvíce ekonomická, a zároveň odpovídala maximálním požadavkům na kvalitu tónu. Studoval mechanické a akustické vlastnosti nástroje a aktivně se zajímal o psychofyziologii klavírní hry a spolupracoval s lékaři. Častěji než jiní tehdejší autoři pracoval s označením tónů jako ostrý, měkký, tvrdý, zpěvný či vázaný. Zabýval se také tím, zda je možné změnit pomocí úhozu barvu nástroje.
Po zestátnění konzervatoře byl v roce 1920 povolán, aby tam začal učit. Došlo k usmíření s touto institucí. V letech 1920 až 1928/29 tak působil jako profesor v mistrovské třídě Pražské konzervatoře, kde byli jeho žáky Jan Erml, Goldbaum, Otto Haša, Prandstetter, Holmann, V. J. Ullmann.
Byl významným členem uměleckého seskupení Podskalská filharmonie, sdružení přátel skladatelů i výkonných hudebních umělců, kteří se scházeli v jeho bytě v pražském Podskalí. V uskupení dále působili Vítězslav Novák, Václav Talich, Josef Suk st., Jaroslav Křička, Václav Štěpán či Richard a Roman Veselý.
V roce 1902 zkonstruoval obloukovitou klaviaturu, kterou neúspěšně předložil výrobci pian Bösendorferovi. U této klaviatury měl mít hráč všechny klávesy stejně daleko od sebe. K sestrojení však tedy nakonec nikdy nedošlo.

## Významní studenti
Mezi Mikešovy studenty, kteří se později stali profesory na konzervatoři, patřili Jan Heřman, Roman Veselý či Albín Šíma.
Právě Janu Heřmanovi se velmi intenzivně věnoval po dobu dlouhých sedmi let (od 1903 do 1909) a zásadně jej umělecky ovlivnil. Dokonce mu platil hodiny francouzštiny. V roce 1907 se Heřman poprvé představil obecenstvu v pražském Rudolfinu, když společně právě s Mikešem a Hoffmeisterem vystoupil na koncertě České filharmonie v Bachově koncertu pro tři klavíry. Za rychlým Heřmanovým úspěchem stál právě Mikeš, který však byl proti tomu, aby Heřman nastoupil jako korepetitor v Národním divadle. Tuto nabídku vzal pravděpodobně z existenčních důvodů. Mikeš byl i proti tomu, aby Heřman odešel do ruské Orly vyučovat na místní konzervatoř. To se stalo v roce 1909 poté, co Heřman dokončil u Mikeše studia. V roce 1912 se nicméně Heřman vrátil učit právě na Mikešův hudební ústav. O dva roky později však Heřman přešel učit na pražskou konzervatoř, což Mikeš považoval za osobní urážku a čímž došlo k definitivnímu rozkolu mezi učitelem a žákem.
Dalším významným Mikešovým studentem byl Albín Šíma. Ve 20 letech začal navštěvovat klavírní hodiny právě v Mikešově klavírním ústavu. S ohledem na Šímův věk i jeho schopnosti souběžně s vlastním studiem až do roku 1914 na této škole vyučoval.
Otto Haša absolvoval pražskou konzervatoř v roce 1921 a v roce 1923 mistrovskou školu u Adolfa Mikeše. Mezi další studenty patřili Antonín Rösler, Josef Flegl či Záboj Bláha-Mikeš.
V letech 1907–09 byl Mikešovým soukromým žákem ve hře na klavír také Karel B. Jirák.

## Výstavy
Na počátku roku 1965 byla v Muzeu východních Čech v Hradci Králové uspořádána výstava s názvem Adolf Mikeš –⁠ 100 let od narození klavírního pedagoga, která připomněla tohoto významného královéhradeckého rodáka.

## Dílo
Mikeš své poznatky a názory shrnul sepsal do textu, který však nebyl dokončen.
- O hře klavírní (Über das Klavierspiel), Kalendář českých hudebníků, Jg. 25, 1906.[20].